# 卢庆云
盧慶雲（？—？），順天府大興縣（殿試籍直隸大興）人，清朝政治人物、同進士出身。
光緒六年（1880年），参加庚辰科殿試，登進士三甲第100名。同年五月，著交吏部掣签，分发各省以知县即用，擔任福建屏南縣知縣，升龍岩直隸州知州。